# جریان خلیج
جریان خلیج (به انگلیسی: The Gulf Stream)، نام تابلویی رنگ روغن اثر وینسلو هومر، نقاش آمریکایی به سال ۱۸۹۹ میلادی است که در موزه متروپولیتن نیویورک نگه‌داری می‌شود. اثر، ماهی‌گیرِ سیاه‌پوستی را در قایق بادبان شکسته‌ای نشان می‌دهد که توسط کوسه‌ها دوره شده‌است و در برابر امواج دریا مبارزه می‌کند. در دوردست قایق بادبانی بزرگی دیده می‌شود و نقاش به این نحو ناامیدی و در عین حال امید به نجات را به تصویر کشیده‌است.
برخی کارشناسان هنر، این اثر را الهام‌گرفته شده از تابلوی واتسون و کوسه‌ماهی اثر جان سینگلتون کاپلی و قایق دانته اثر اوژن دولاکروا می‌دانند.